# Lamayou
Lamayou é uma comuna francesa na região administrativa da Nova Aquitânia, no departamento dos Pirenéus Atlânticos. Estende-se por uma área de 9,51 km². Em 2010 a comuna tinha 209 habitantes (densidade: 22 hab./km²).